# Need for Speed: Most Wanted (trò chơi điện tử 2005)
Need for Speed: Most Wanted (thường được viết tắt là NFS: MW) là trò chơi điện tử thuộc thể loại đua xe, được phát triển bởi EA Black Box. Hướng theo thể loại đua xe đường phố, trò chơi được xây dựng với một chút tùy biến từ dòng game Need for Speed: Underground. Trò chơi kế thừa của nó là Need for Speed: Carbon tiếp tục cốt truyện của Most Wanted, tiếp theo là Need for Speed: World, gồm những nét đặc biệt của 2 thành phố Rockport và Palmont làm cho World trở thành trò chơi kế thừa của cả Carbon và Most Wanted. Most Wanted là một trò chơi thành công, bán được khoảng 6 triệu bản trên toàn thế giới.
Most Wanted được phát hành cho hệ điều hành Windows, Play Station 2, Play Station Portable, Nintendo GameCube, Xbox, Xbox 360, Game Boy Advance, Nintendo DS và điện thoại di động. Một phiên bản khác của Most Wanted là Need for Speed: Most Wanted: 5-1-0 đã được phát hành cho hệ máy PlayStation Portable. Đây là trò chơi đầu tiên được xếp là T (Teen) mặc dù phiên bản châu Âu vẫn xếp nó là 3+.
Need for Speed: Most Wanted 'Black Edition' là một bản sao của Most Wanted, được phát hành cùng lúc với lễ kỉ niệm lần thứ 10 của dòng game Need for Speed, trùng với ngày phát hành của Most Wanted. Điểm nhấn của nó là những vòng đua và những chiếc xe mới cùng nhiều nội dung mới. Black Edition cũng được phát hành cùng với 1 đĩa DVD đặc biệt ghi lại những cuộc nói chuyện và những đoạn phim về trò chơi. Black Edition được phát hành cho Windows, PS2 và Xbox tại Mỹ và Úc, và chỉ phiên bản dành cho PS2 được phát hành tại châu Âu.

## Cốt truyện
Lấy bối cảnh ở thành phố Rockport, người chơi sẽ điều khiển chiếc xe đua BMW M3 GTR (E46). Với sự chỉ dẫn của Mia Townsend (được đóng bởi Josie Maran), người chơi cho thấy kĩ năng lái xe hoàn hảo của mình trong khi đang bị truy nã bởi một nhân viên cảnh sát kì cựu là Sergeant Cross (được đóng bởi Dean McKenzie), người đã thề sẽ hạ gục người chơi và kết liễu những màn đua xe tại Rockport. Người chơi thường chiến thắng những tay đua đầu tiên một cách dễ dàng cho tới khi một nhóm các tay đua, đứng đầu là Clarence "Razor" Callahan (được đóng bởi Derek Hamilton) đã bí mật phá hoại và chiến thắng đồng thời lấy đi chiếc xe BMW M3 của người chơi. Không còn chiếc xe để chạy thoát, người chơi bị Cross bắt nhưng sau đó được thả vì thiếu bằng chứng. Mia đón người chơi về và thông báo tình trạng mới của Razor trong Blacklist (danh sách đen), một nhóm gồm 15 tay đua bị truy nã gắt gao nhất của sở cảnh sát Rockport. Mia sau đó giúp người chơi kiếm được một chiếc xe mới và đưa người chơi lên đến Blacklist. Từng đối thủ một sẽ bị đánh bại, danh tiếng người chơi sẽ gia tăng cùng với việc được tặng thưởng những vòng đua mới và kỹ năng lái xe sẽ được cải thiện sau mỗi lần đánh bại một đối thủ. Khi tất cả các khu của Rockport được mở (Rosewood, Camden Beach, và Downtown Rockport), Mia sẽ tạo các ngôi nhà "Safe Houses" (nhà an toàn) cho người chơi trú ẩn và sắp xếp cho những cuộc đua.
Thử thách cuối cùng với vị trí đầu tiên trong Blacklist đưa người chơi đến cuộc đối đầu với Razor. Với tư cách là người chiến thắng tất cả các tay đua trong Blacklist, người chơi tuyên bố giành lại chiếc BMW. Khi Razor phủ nhận việc từ bỏ chiếc xe và tấn công Mia khi cô tịch thu chiếc chìa khóa từ Razor, cô khuất phục Razor trong khi để lộ là một cảnh sát bí mật. Mia ném chiếc chìa khóa cho người chơi và nói với người chơi hãy chạy thoát vì lực lượng cảnh sát đang đến. Razor bị canh giữ và người chơi bị truy nã bởi Cục Cảnh sát Pockport dưới lệnh của Cross. Trong suốt cuộc truy đuổi, Cross "cảm ơn" người chơi vì đã giúp cảnh sát bắt được Blacklist và khuyên người chơi nên đầu hàng.
Người chơi tìm cách để thoát khỏi Cross, lực lượng cảnh sát và rời khỏi thành phố Pockport bằng cách lái chiếc BMW qua một chiếc cầu cũ bị gãy được chỉ điểm bởi Mia. Sau cuộc trốn chạy của người chơi, Cross đưa ra các giấy tờ về người chơi (Rap Sheet) và đưa người chơi vào danh sách những người bị truy nã gắt gao nhất của quốc gia.

### Các nhân vật trong Blacklist
1. "Razor" - Clarence Callahan - BMW M3 GTR
2. "Bull" - Toru Sato - Mercedes-Benz SLR
3. "Roonie" - Ronald McCrea - Aston Martin DB9
4. "JV" - Joe Vega - Dodge Viper SRT-10 Coupe
5. "Webster" - Wes Allen - Chevrolet Corvette C6
6. "Ming" - Hector Domingo - Lamborghini Gallardo
7. "Kamikaze" - Kira Nakazato - Mercedes-Benz CLK 500
8. "Jewels" - Jade Barrett - Ford Mustang GT
9. "Earl" - Eugene James - Mitsubishi Lancer Evolution VIII
10. "Baron" - Karl Smit - Porsche Cayman S
11. "Big Lou" - Lou Park - Mitsubishi Eclipse GT
12. "Izzy" - Isabel Diaz - Mazda RX-8
13. "Vic" - Victor Vasquez - Toyota Supra
14. "Taz" - Vince Kilic - Lexus IS300
15. "Sonny" - Ho Seun - Volkswagen Golf GTI

### Các cảnh quay
Các cảnh quay trong trò chơi là các đoạn phim thực được đóng bởi các diễn viên ngoài đời thực, và hiệu ứng GCI được sử dụng cho bề mặt ngoài của những chiếc xe cùng với cảnh vật để tạo ra những hiệu ứng phụ.

## Cách chơi
‘’Most Wanted’’, cũng như những trò chơi Need for Speed khác, về cơ bản là một trò chơi đua xe, trong đó người chơi chọn một chiếc xe để đua với những người chơi khác hay vượt qua những giới hạn thời gian. Những pha rượt đuổi của cảnh sát trở thành một phần tất yếu của các cuộc đua, trong đó cảnh sát sử dụng những chiếc xe và những cách thức để ngăn chặn các tay đua và bắt giam người chơi, như trong Need for Speed: Hot Pursuit, Need for Speed: Hot Pursuit 2, và Need for Speed: Carbon. Khi người chơi điều khiển những chiếc xe nhanh hơn và sử dụng hệ thống tăng tốc Nitrơ Oxide (nitrous oxide speed boosts), cột Oxide sẽ tự động đầy lại, lần đầu tiên kể từ khi nó được giới thiệu trong ‘’Underground’’, những cảnh đua trở nên nhanh hơn và dự định sẽ tương tự như dòng trò chơi Burnout.
Có 3 vùng riêng biệt trong thành phố Rockport. Các cuộc đua diễn ra giữa lúc bình minh và hoàng hôn, không giống như Underground khi mà các cuộc đua đều diễn ra vào ban đêm. Chế độ Free Roam giống như trò chơi Grand Theft Auto được sử dụng trong Need for Speed: Underground 2, nhưng nó vẫn bị giới hạn ở chế độ Career, cũng như những cuộc rượt đuổi trong các chế độ khác.
Sự tăng tiến thương hiệu từ Underground 2 vẫn được tiếp tục với việc dỡ bỏ Best Buy, Old Spice và bài viết về nhà hàng Burger King, dầu Castrol, Axe Unlimited và keo cạo râu Edge. Biểu tượng của Cingular vẫn được nhìn thấy trong hệ thống truyền thông không dây của trò chơi. Performance part, body part và visual part có thể mua trong trò chơi đều là những sản phẩm của các doanh nghiệp ngoài đời thực.

### Chế độ chơi
Trò chơi có 3 chế độ. Chế độ Quick Race cho phép người chơi chọn một chiếc xe, một sự kiện đua và ngay lập tức bắt đâu đua. Những chiếc xe và sự kiện đua được mở khóa cùng với tiến trình của người chơi trong chế độ Career. Điểm giành được bằng cách thắng cuộc đua và thể hiện một số hành động, được đặt tên là "Milestones", trong suốt cuộc rượt đuổi của cảnh sát, cũng như tiền thưởng tối thiểu là cần thiết để tiến lên trong cốt truyện và giúp người chơi giành quyền đua với một tay đua trong Blacklist. Trong phiên bản Xbox 360, người chơi được thưởng Achievement Points mỗi khi một tay đua trong Blacklist bị đánh bại.
Chế độ Career đem lại cho người chơi một đặc điểm mới – khả nằng để sở hữu chiếc xe của Blacklist ("pink slip"), các chức năng về phần thưởng, tiền mặt hoặc các phần phụ tùng cho chiếc xe sau khi đánh bại đối phương. Những phần này xuất hiện dưới dạng sáu cái thẻ ghi (markers) – gồm pink slip của đối phương (giành quyền sở hữu chiếc xe của đối phương), 2 thẻ ghi phần thưởng, và 3 thẻ ghi gồm 1 body part, 1 visual upgrade, và 1 thẻ ghi Performance ("Junkman Marker"), trong đó người chơi chỉ có thể chọn 2 thẻ ghi. Xe mới và các phụ tùng mới cũng sẽ được mở khóa khi người chơi đánh bại một Blacklist.
Ngoài chế độ Quick Race và chế độ Career, còn có chế độ "Challange Series" bao gồm 69 thử thách khó khăn, yêu cầu người chơi phải chiến thắng các cuộc đua Tollbooth và các thử thách liên qua đến các cuộc rượt đuổi của cảnh sát, chẳng han như là phải thoát khỏi cuộc rượt đuổi trong một khoảng thời gian nhất định. Những chiếc xe thưởng có thể được mở khóa trong tiến trình chơi chế độ "Challenge Series".
Trong các giới hạn của các biến thể thực tế của các cuộc đua, Most Wanted thừa kế một vài chế độ đua tương tự như người đi trước, Underground. Bốn chế độ của trò chơi gồm: Circuit (đua nhiều vòng), point-to-point Sprint (đua 1 vòng), lap knockout và Drag, trong khi các chế độ Drifting, Street X, Underground Racing League tournaments và Outrun racing của Underground lại bị gỡ bỏ. Trong khi đó, Most Wanted lại cho thấy 2 biến thể đua mới tập trung về tốc độ. Chế độ đua đầu tiên là "Tollbooth", trong đó người chơi đua một mình để vượt qua các điểm kiểm tra dọc theo các tuyến đường point-to-point trước khi hết thời gian, người chơi dùng càng ít thời gian để vượt qua một điểm kiểm tra thì càng có nhiều thời gian để vượt qua điểm kiểm tra tiếp theo. Chế độ thứ 2, được gọi là "Speedtrap", người chơi sẽ đua với các tay đua khác để giành được tổng các tốc độ tích lũy cao nhất khi chạy qua các máy quay tốc độ. Tại các máy quay tốc độ, người chơi sẽ tăng tốc nhằm đạt tới vận tốc cao nhất có thể. Sau khi một đối thủ về đích, tốc độ tích lũy được của các tay đua còn lại sẽ bị giảm dần qua một khoảng thời gian cho tới khi về đích.

### Hệ thống các cuộc truy đuổi

Xe hơi của người chơi bị truy đuổi bởi cảnh sát trong trò chơi, với "heat level" (cấp độ truy nã) mức 4, xuất hiện sự can thiệp của trực thăng.

Nổi bật ở ‘’Most Wanted’’ là sự trốn chạy các cuộc truy đuổi, lần đầu tiên sau phiên bản Need for Speed: Hot Pursuit 2. Trong chế độ Career, cuộc rượt đuổi của cảnh sát có thể diễn ra ngay trong khi đang đua hoặc đang đi rong trong thành phố, phụ thuộc vào mật độ cảnh sát trong khu vực và mức độ phạm tội của người chơi. Người chơi có thể ngay lập tức bắt đầu một cuộc rượt đuổi từ Safe House hoặc từ menu bằng cách chọn 1 thử thách Milestone hoặc Bounty mà chưa được hoàn thành. Cuộc rượt đuổi có thể được bắt đầu bằng cách chọn một thử thách trong Challenge Series. Trong trò chơi, sự vi phạm luật lệ trên đường phố của người chơi được gọi là Infractions. Nó bao gồm chạy quá tốc độ, lái xe thiếu an toàn, phá hoại tài sản, đụng vào xe cảnh sát, không chạy xe trên đường (chạy trên cỏ, vỉa hè,…),…
Hệ thống truy đuổi của cảnh sát trong Most Wanted phức tạp hơn trong Hot Pursuit. Cách mà cảnh sát kiểm soát người chơi được xác định bởi "heat level" của chiếc xe hiện tại của người chơi. "Heat level" của người chơi càng cao thì các xe cảnh sát càng hung hăng, sử dụng mưu kế và các dụng cụ, chẳng hạn như thanh chắn đường, dải đinh, trực thăng cùng các xe nhanh hơn và nặng hơn như SUV. Có 5 "heat level" trong trò chơi ("heat level" thứ 6 và thứ 7 chỉ xuất hiện ở cuối chế độ Career và trong Black Edition). Các đặc điểm của cảnh sát cũng thay đổi tùy thuộc vào "heat level". Ở "heat level" thấp, người chơi sẽ bị truy đuổi bởi Civic/Cảnh sát địa phương sử dụng xe Crown Victoria. Ở "heat level" trung bình, người chơi sẽ bị truy đuổi bởi cảnh sát của tiểu bang sử dụng xe Pontiac GTO's. Ở "heat level" cao là cảnh sát liên bang sử dụng xe Corvettes và/hoặc SUV.
Người chơi sẽ phải cẩn trọng trong cuộc truy đuổi khi mức độ truy nã cao có thể thúc đẩy Cross tham gia cuộc truy đuổi với chiếc xe Chevrolet Corvette C6 với vẻ ngoài của một chiếc xe cảnh sát. Cross có thể là thành viên dày dạn nhất trong đội cảnh sát bởi kỹ năng lái xe gọn gàng, không va phải các xe khác hoặc cảnh vật trên đường và luôn lại gần xe của người chơi dù ở tốc độ cao.
Trong chế độ Career, các cuộc truy đuổi được hợp nhất trong trò chơi như là một cách cần thiết để có thể tham gia cuộc đua với Blacklist. Người chơi phải hoàn thành "Milestones", bao gồm vi phạm luật lệ không ít hơn một số lượng định sẵn trên đường phố, hoặc vượt qua khoảng thời gian tối thiểu cho một cuộc truy đuổi, và thu về một số lượng "Bounty", thê hiện công trạng được tích lũy khi người chơi thoát được khỏi cuộc truy đuổi hoặc gây hư hỏng cho xe cảnh sát. "Heat level" của một chiếc xe có thể giảm xuống bằng cách thay đổi diện mạo vật lý của nó như thay đổi body part hay màu sơn. Nếu người chơi không sử dụng một chiếc xe nào đó (mà để nó trong Safe House) thì "heat level" của nó sẽ giảm xuống dần.
Người chơi được cung cấp một số điểm đặc biệt tỏ ra hữu ích trong các cuộc truy đuổi. Speedbreaker, được cung cấp trong những cuộc đua, làm chậm thời gian trong giây lát, cho phép xe của người chơi khó bị các xe khác (đặc biệt là xe cảnh sát) chen lấn xung quanh, và đồng thời nó còn bao gồm một pha drift (lết bánh). Chức năng này giúp người chơi giới hạn lượng thời gian nhằm nhanh chóng thoát ra khỏi tình thế khó khăn, hoặc giúp người chơi đi vào một con đường thoát khi gặp phải sự bao vây của thanh chắn đường hoặc dải đinh. Một điểm đặc biệt khác của Most Wanted là Pursuit Breaker, gồm một số đối tượng bên đường, được thiết kế để khi người chơi dùng xe đâm vào nó thì nó sẽ gây hư hại cho những chiếc xe cảnh sát chạy phía sau. Để thoát khỏi cuộc truy đuổi, người chơi phải thoát khỏi tầm nhìn của những chiếc xe đang truy đuổi. Điều này được thực hiện bằng cách người chơi tạo ra một khoảng cách đủ xa đối với những chiếc xe cảnh sát hoặc vô hiệu hóa (gây hư hỏng) tất cả xe cảnh sát. Một khi người chơi thoát khỏi cảnh sát, người chơi sẽ bước vào giai đoạn "Cooldown" (ẩn mình). Trong giai đoạn này người chơi phải không được để cảnh sát nhìn thấy và phát hiện. Nếu để bị nhìn thấy, cuộc truy đuổi sẽ lại tiếp tục. Sau một khoảng thời gian, nếu người chơi không bị phát hiện hay bị nhìn thấy bởi cảnh sát, giai đoạn "Cooldown" sẽ trôi qua và cảnh sát sẽ từ bỏ đồng thời cuộc truy đuổi chính thức kết thúc. Khu vực che giấu ("Hiding spots" hay "Cooldown spots") là một khu vực trên bản đồ, thường không thấy được khi ở trên đường, nơi mà người chơi dừng xe tại đó và chờ cho quá trình "Cooldown" kết thúc. Khi người chơi đang ở khu vực che giấu, quá trình "Cooldown" sẽ trôi qua nhanh hơn những nơi khác. Nhưng, nếu người chơi dùng chiếc xe mà họ đã dùng trong cuộc rượt đuổi, họ cần phải thay đổi màu xe trong các tiệm sửa xe thường thấy biểu tượng màu vàng khi ở chế độ Free Roam để dời "heat level" về cấp ban đầu. Nếu không, cảnh sát sẽ nhớ xe người chơi đã rượt đuổi và rượt họ với "heat level" dễ bắt hơn.
Most Wanted nhấn mạnh những cuộc truy đuổi nhưng lại không cho phép người chơi vào vai cảnh sát trong các cuộc truy đuổi. Tuy nhiên, về sau này, việc vào vai cảnh sát đã xuất hiện trong Need for Speed: Hot Pursuit (2010).

### Chơi trực tuyến
Chế độ chơi trực tuyến xuất hiện trên Xbox 360, Xbox, PC và PlayStation Portable. 4 người chơi có thể tham gia trong một cuộc đua và trong 4 chế độ chơi: circuit, sprint, lap knockout và speed trap.

### Đồ họa
Đồ họa của các phiên bản khác nhau là không giống nhau đặc biệt là trên phiên bản portable. Phiên bản PSP, (còn được biết đến là Need for Speed: Most Wanted: 5-1-0) có số điểm ảnh thấp hơn cũng như hầu hết các trò chơi khác trên hệ máy này do sự hạn chế về phần cứng. Phiên bản trên Windows, hiển nhiên là khác về phần cứng có thể có diện mạo tốt hơn là các phiên bản console.
Most Wanted, cũng giống như dòng Underground, không sử dụng sự hư hại của những chiếc xe đối với tất cả các mẫu, mà chỉ dùng những vết trầy sơn và những cửa kính bị bể khi những chiếc xe bị hư hại. Những chiếc xe cảnh sát lại là những chiếc thể hiện những hư hại vật lý nhiều nhất.

## Xe

Chiếc xe đua BMW M3 GTR trong trò chơi, được người chơi sử dụng trong khởi đầu của game.

Có một phạm vi rộng lớn những chiếc xe được sử dụng trong chế độ chơi Career. Một vài chiếc như Fiat Punto, Audi TT và Cadillac CTS chỉ được thấy trong Most Wanted và một số chiếc tuner kế thừa từ Underground 2 (ví dụ như Toyota Supra, Mazda RX-7, Mazda RX-8). Các siêu xe (Exotics) như Lotus Elise, Lamborghini, Porsche xuất hiện lần đầu tiên kể từ Need for Speed: Hot Pursuit 2 cùng với một số chiếc xe cơ bắp (muscle cars) xuất hiện trong Black Edition (ví dụ như Camaro Chevrolet) là những chiếc xe mới của dòng game. Trong tiến trình chơi, những chiếc xe nhanh và tốt hơn sẽ dần được mở khóa. Những chiếc xe được mua ở Car Lot hoặc giành được khi chọn đúng pink slip của xe của Blacklist.
Sau đây là danh sách những chiếc xe xuất hiện trong trò chơi:
- Aston Martin DB9
- Audi A3 3.2 Quattro
- Audi A4 3.2 FSI Quattro
- Audi TT 3.2 Quattro
- BMW M3 GTR
- BMW M3 GTR Street *
- Cadillac CTS
- Chevrolet Camaro SS '67 *
- Chevrolet Cobalt SS
- Corvette C6
- Corvette C6.R
- Dodge Viper SRT-10
- Fiat Punto
- Ford GT
- Ford Mustang GT
- Lamborghini Gallardo
- Lamborghini Murciélago
- Lexus IS300
- Lotus Elise
- Mazda RX-7
- Mazda RX-8
- Mercedes-Benz CLK 500
- Mercedes-Benz SL 500
- Mercedes-Benz SL65 AMG
- Mercedes-Benz SLR McLaren
- Mitsubishi Eclipse GT
- Mitsubishi Lancer Evolution VIII
- Pontiac GTO
- Porsche 911 Carrera S
- Porsche 911 GT2
- Porsche 911 Turbo S
- Porsche Carrera GT
- Porsche Cayman S
- Renault Clio V6
- Subaru Impreza WRX STI
- Toyota Supra
- Vauxhall Monaro VXR
- Volkswagen Golf GTI

Những chiếc đánh dấu * chỉ xuất hiện trong "Black Edition".

### Độ xe
Cũng như người tiền nhiệm Underground, diện mạo vật lý và chất lượng xe của người chơi có thể được thay đổi, nhưng những thiết đặt về bên ngoài và bên trong của Most Wanted đã bị giảm xuống đến mức cần thiết. Người chơi có thể thay đổi gương chiếu hậu, đèn xe, ống bô và bộ thân xe. Việc điều chỉnh những nét đặc biệt của xe (bao gồm đèn neon, bộ làm sạch nitrơ, xa quay, cửa xe, mui xe, …) đã bị giảm thiểu cùng với việc loại ra màu sắc cửa sổ. Không giống như Underground, việc điều chỉnh diện mạo bên ngoài của xe trong Most Wanted nhằm làm giảm "heat level" thay vì làm tăng "visual rating".

## Âm nhạc
Cũng như các trò chơi ‘’Need for Speed’’ khác của EA Black Box, nhạc của ‘’Most Wanted’’ bao gồm một số bản Underground hip hop, metalcore và electronica/techno đã có bản quyền.

## Sự đón nhận
Most Wanted có tổng điểm là 82 trên 100 điểm trên cả Metacritic và Game Rankings. Game Spot đưa ra số điểm là 8,4 trên 10, đề cao trò chơi về mặt "đồ họa sắc nét" ("sharp graphics") và "hiệu ứng âm thanh nổi bật ("outstanding sound effects") nhưng lại phê bình trí tuệ nhân tạo (AI) của trò chơi: "ban đầu thì quá dễ nhưng sau đó lại quá khó" ("too easy at first, but too hard later on").
IGN đưa ra số điểm là 8,5 trên 10, đề cao hầu hết các yếu tố của trò chơi. Sự ca ngợi được dành cho thiết kế bản đồ, được miêu tả là "một màu vàng rồ dại, cảnh vật với giọng xêpia của các công trình công nghiệp" ("a crazily chromed out, sepia-tone landscape of industrial structures"), các mẫu xe: "những mẫu xe trông cũng đặc biệt mượt mà" ("The car models are especially sleek looking too") và sự quay lại của các siêu xe. Lời khen tặng nồng nhiệt nhất được dành cho hệ thống cảnh sát: "cảnh sát chưa bao giờ thông minh như vậy, nhưng họ vẫn tiếp tục gia tăng sự hung hăng và số lượng của mình" ("The cops are never that smart, but they continually grow in aggressiveness and numbers"), và "họ thêm vào trò chơi một thành phần rất cần thiết cho các thử thách, sự khó chịu, và độ nóng làm cho trò chơi này quả là rất vui" ("they add that very necessary component of challenge, annoyance, and heat that makes this game so fun"). Lời khen còn được dành cho cảnh vật và các công trình, khi nói rằng: "sự trộn lẫn của hoạt hình, các đối tượng FMV mang màu sắc chất lượng cao và phông nền thì đều đầy tính tưởng tượng và tươi sáng" ("this mixture of animated, highly colored FMV characters and stylized backgrounds is both imaginative and refreshing").